# Vrbovsko
Vrbovsko és un municipi de Croàcia que es troba al comtat de Primorje - Gorski Kotar.

## Demografia
Al cens del 2011 el total de població del municipi era de 5.076 habitants, distribuïts en les següents localitats:
- Blaževci - 38
- Bunjevci - 35
- Carevići - 17
- Damalj - 27
- Dokmanovići - 54
- Dolenci - 10
- Donji Vučkovići - 17
- Donji Vukšići - 13
- Draga Lukovdolska - 19
- Dragovići - 6
- Gomirje - 343
- Gorenci - 44
- Gornji Vučkovići - 13
- Gornji Vukšići - 0
- Hajdine - 80
- Hambarište - 38
- Jablan - 209
- Jakšići - 50
- Kamensko - 4
- Klanac - 35
- Komlenići - 11
- Lesci - 0
- Liplje - 62
- Lukovdol - 129
- Ljubošina - 173
- Majer - 16
- Mali Jadrč - 25
- Matići - 13
- Međedi - 0
- Mlinari - 7
- Močile - 88
- Moravice - 664
- Musulini - 162
- Nadvučnik - 29
- Nikšići - 30
- Osojnik - 102
- Petrovići - 15
- Plemenitaš - 38
- Plešivica - 11
- Podvučnik - 0
- Poljana - 8
- Presika - 14
- Radigojna - 23
- Radočaj - 0
- Radoševići - 35
- Rim - 38
- Rtić - 11
- Severin na Kupi - 118
- Smišljak - 21
- Stubica - 53
- Štefanci - 3
- Tići - 48
- Tomići - 13
- Topolovica - 3
- Tuk - 79
- Veliki Jadrč - 73
- Vrbovsko - 1 673
- Vučinići - 64
- Vučnik - 11
- Vujnovići - 41
- Vukelići - 20
- Zapeć - 9
- Zaumol - 39
- Zdihovo - 28
- Žakule - 24